# جلان فلانغن
جلان فلانغن (بالإنجليزية: Glen Flanagan)‏ (16 نوفمبر 1926 - 28 يناير 1979) هو ملاكم أمريكي، صنّف ضمن فئة وزن الريشة ‏.

## روابط خارجية
- جلان فلانغن على موقع بوكس ريك (الإنجليزية) (registration required)